# Estació d'Aigües de Ribes
Aigües de Ribes és una estació de ferrocarril propietat d'adif situada al municipi de Campelles a la comarca del Ripollès. L'estació, actualment fora de servei, es troba a la línia Ripoll-Puigcerdà per on circulen trens de la línia R3 de Rodalies de Catalunya tot i que no paren en aquesta estació.
Aquest baixador es va obrir per donar servei al Balneari Montagut, també conegut com a Aigües de Ribes, on actualment hi ha dues explotacions d'aigua mineral, les de Fontaga i Vall de Ribes.
Aquesta estació del Ferrocarril Transpirinenc, tal com es coneixia la línia de Ripoll a Puigcerdà, va entrar en servei l'any 1919 quan es va obrir el tram entre Ripoll i Ribes de Freser.